# Ceropales
Ceropales (лат.) — род дорожных ос (Pompilidae).

## Распространение
Всесветное. Для СССР указывалось 14 видов В Европе около 8 видов./

## Описание
Клептопаразиты. Откладывают яйца на пауков, заготавливаемых другими видами дорожных ос.
Глазки почковидные, книзу значительно сужаются, основания усиков расположены ближе ближе к глазу, чем к наличнику. Коготки задних ног изогнуты почти под прямым углом.

## Классификация
- Подрод Ceropales Latreille, 1796
  - Ceropales albicincta (Rossius, 1790)
  - Ceropales anaghae Anju, Girish Kumar & Thejass, 2023[3]
  - Ceropales bicoloripes Moczar, 1967
  - Ceropales bipartita Haupt, 1962
  - Ceropales helvetica Tournier, 1889
  - Ceropales keralaensis Anju, Binoy & Thejass, 2023[3]
  - Ceropales longisulcata Lu & Li, 2019[4]
  - Ceropales maculata (Fabricius, 1775)
  - Ceropales variegata (Fabricius, 1798)
  - Ceropales yunnanensis Lu & Li, 2019[4]

- Подрод Bifidoceropales Priesner 1969
  - Ceropales pygmaea Kohl, 1880
- Подрод Hemiceropales Priesner, 1969
  - Ceropales cribrata Costa, 1881
- Другие
  - Ceropales kriechbaumeri
  - Ceropales pallida Ødegaard et al., 2022[5]